# Korset
|  | For det ortopædiske korset, se artikel om skoliose under afsnittet korsetbehandling. |
Et korset (udtalt [kor'set]) er en beklædningsgenstand, der som regel bæres af kvinder og sidder stramt omkring mave, talje og hofter. Korsettet blev fremstillet af korsetmagere og var ofte forsynet med stivere og kunne snøres tæt til kroppen. Det blev især anvendt fra renæssancen indtil første del af 1900-tallet, hvor det til dels blev afløst af hofteholder og BH. Korset er også blevet kaldt snøreliv. Ordet korset er et lån fra fransk 'corset', der er afledt af oldfransk 'cors' (= krop).

## Opbygning og udseende
Korsettets stivere kunne være fremstillet af "fiskeben" (hvalbarder), horn og afstivet stof. Korsettet havde i begyndelsen en enkel central og lodretstillet stiver placeret på forsiden. Dens formål var at gøre maven flad og sørge for en rank holdning. Stiveren var indsat i en dertil indrettet smal lomme på forsiden af korsettet, bundet fast med bånd. Stiverne var undertiden dekoreret med billeder og inskriptioner. På korsetstivere af metal, horn og elfenben fra 1600-tallet findes billeder af eksempelvis guden Amor, et hjerte gennemboret af pile og et brændende hjerte, sammen med tekst som "kærlighed forener dem" og "pilene forener os". Fra 1700-tallet findes et billede på en stiver visende en mand, der holder et hjerte, som er gennemboret af en kvinde med et sværd. Senere kom yderligere stivere til i siderne. Nogle korsetter blev snøret til i ryggen, andre foran, hvor snøringen var skjult af et bryststykke af stof.
Korsettet kunne være dekoreret og blev båret enten over eller under det øvrige tøj. Fra 1850'erne blev det almindeligt med korset, der kunne lukkes med metalspænder foran, så man ikke længere behøvede hjælp til at tage korsettet af eller på. I 1868 blev det muligt at forme korsetter ved hjælp af damp omkring særlige metalforme.

## Historie
Det første egentlige korset, forsynet med forskellige former for afstivning, fremkom i Italien og/eller Spanien blandt aristokratiets kvinder i første halvdel af 1500-tallet. Herfra spredte moden sig hurtigt til det øvrige Europa. Katarina af Medici kan have været med til at bringe korsettet fra Italien til Frankrig.

### Jernkorset
Der findes flere beviser for eksistensen af jernkorsetter, men der er delte meninger om deres brug. Nogle mener, at de først og fremmest blev anvendt til ortopædiske formål, for at rette op på en skæv ryg. Desuden menes flere eksemplarer af disse korsetter at være senere forfalskninger. Det påstås dog i bogen The Corset and Crinolines fra 1868, at jernkorset blev almindeligt båret i Katarina af Medicis tid (1519-1589), samt at en 33 centimeters talje var standard inden for elegant mode.

### Karikaturer og erotik
I 1700-tallet blev korsettet snøret meget tæt, hvilket ofte blev vist i karikaturer, hvor en hjælper brugte hele sin styrke til at stramme snørerne, mens kvinden måtte holde fast i en sengestolpe eller lignende. Tegninger af kvinder, der iførte sig korset, var desuden populære på grund korsettets erotiske konnotationer. Korsettet pressede i denne periode brysterne opad og mod hinanden, hvilket svarer til effekten af nogle af nutidens brystholdere. En tegning med navnet La Toilette fra 1771 viser en mand betragte en ung kvinde, der får snøret sit korset af en tjenestepige i sit boudoir.

### Midlertidigt af mode
I 1770'erne havde moden ved det franske hof ændret sig i retning af mere enkle og løse kjoler, hvortil hørte korsetter, der var kortere og mindre stive uden fiskeben. De kunne snøres foran og blev båret synligt. I stedet for at skulle fremhæve en smal talje, blev barmen fremhævet ved hjælp af højtaljede, nyklassicistiske kjoler. Med empirestilen i begyndelsen af 1800-tallet gik korsettet af mode. De afløstes af skørter, der var indsnævret lige under barmen, hvorved taljen var placeret højere. Ved slutningen af napoleonskrigene omkring 1814-15 aftog denne stil dog, og stive korsetter med fiskeben vendte tilbage.

### Mænd i korset
Man kunne i en periode før midten af 1800-tallet se mænd iført korset under indflydelse af dandyismen, men dette var et lille mindretal af modebevidste mænd, der almindeligt blev karikeret på tegninger i samtiden, fordi dette virkede latterligt for flertallet. Fra omkring 1850 begrundede mænd, der gik i korset normalt dette med lægelige årsager, ofte som støtte for ryggen. Korsetter hos mænd havde desuden indtil et stykke ind i 1800-tallet også været kendt fra militæret, hvor især officerer fra kavaleriet havde båret korset for at støtte ryggen og opnå en rank holdning. Også korpulente herrer bar undertiden korset, for at se slankere ud.

### Genkomst i 1800-tallet
Efter empiretidens ophør kom korsettet tilbage og blev stadig almindeligere i victoriatiden under den engelske Dronning Victorias regeringstid (1837–1901). Især i engelske byer bar også mange kvinder fra arbejderklassen korset, i det mindste om søndagen. Lidt færre blandt de franske kvinder fra denne gruppe bar korset, man regner med at omkring 33 % af de gifte kvinder ejede et korset i perioden 1850 og 1874, hvilket steg til 44 % mellem 1875 til 1909, både i og uden for Paris. Korsettet var i 1800-tallet længere end tidligere og fortsatte fra taljen videre ned over maven, hvor det blev bredere ved hjælp af kiler. Korset blev nu oftere båret uden på kjolen, og fra 1870 fik korsettet i stigende grad andre farver end hvid.
Nye opfindelser og industrialiseringen gjorde, at korsetter kunne masseproduceres. I året 1862 blev der f.eks. i Paris solgt omkring 1,2 millioner korsetter. Frankrig var dog kendt for sine skræddersyede luksuskorsetter, mens masseproduktionen især fandt sted i USA og England. De masseproducerede korsetter blev hovedsageligt fremstillet i størrelser fra 18 til 30 tommer (46 til 76 centimeter).
Mellem 1840 og 1870 udvikledes korsetter af form som timeglas, det vil sige meget smalle omkring taljen, men brede over og under taljen. I 1890'erne var ganske smalle taljemål på mode. Mellem 1900 og 1908 dominerede det såkaldte "straight-front corset". Det gjorde maven fladere, taljen mindre iøjnefaldende, men fik ryggen til at svaje, så det blev ukomfortabelt at bære korset.

### Forsvinden
Korsetter blev herefter i løbet af 1900-tallet efterhånden sjældnere, hvilket ifølge den amerikanske modehistoriker Valerie Steele hang sammen med et skift i opfattelsen af den ideelle kvindekrop, hvor der i højere grad blev lagt vægt på ungdom og en slankere krop. Nye former for korsettering kom til, blandt andet brystholder og hofteholder, der var en væsentlig del af kvinders garderobe langt op i 1960'erne. Kroppen blev nu i større grad formet på basis af kost, motion og endda kirurgiske indgreb.

## Begrundelse for korset
At bære korset inden for aristokratiet var tæt forbundet med udvisning af selvdisciplin og og at have et poleret fremtræden inden for hoffet. Allerede fra barn blev man trænet i at gå med korset, også drenge bar korset indtil 6-årsalderen. I samtiden blev kvinders brug af korset også forklaret ved deres forfængelighed. Det at være smuk blev forbundet med en slank talje. I begyndelsen af 1700-tallet fandtes en periode i Frankrig, hvor en smal talje i mindre grad blev set som smuk og sømmelig for en kvinde, men alligevel bar både kvinder fra borgerskabet og aristokratiet stadig korset under deres løse kjoler.
Også kvinder fra arbejderklassen, især tjenestefolk fra Paris, bar korset, hvilket var endnu mere udbredt i England. Korsettet var et statussymbol, fordi det blev associeret med aristokratiet, selv når medlemmer af arbejderklassen bar billige korsetter.
I slutningen af 1800-tallet var meget smalle korsetter på mode. Dronning Maud af Norge skulle som voksen have haft en talje på 18 tommer (46 cm) og udtalte sig beundrende om Elisabeth af Østrig-Ungarn, der havde en talje "som en hveps". Dog skabte retoucherede fotografier indtryk af, at kvinders talje var smallere end den faktisk var.

## Korset og helbred
Allerede fra slutningen af 1500-tallet mente nogle, at et korset kunne være dårligt for helbredet og dødsfald kunne derfor blive tilskrevet et for stramtsiddende korset, hvilket dog i nutiden er blevet betvivlet af forskere.
Det er desuden en myte, at nogle kvinder i 1800-tallet fik fjernet de nederste ribben, for at kunne stramme korsettet yderligere.
I 1788 udgav Samuel Sömmerring et skrift Über die Schädlichkeit der Schnürbrüste (Om snørelivenes skadelighed), i anden udgave fra 1793 med illustrationer. Disse og andre illustrationer har været brugt til at vise, hvor skadeligt det var at gå med korset, men skadeligheden er draget i tvivl i nutiden.

## Billeder
- Korsetter brugt under kjolerne omkring 1901.
- Korset fra omkring 1893.[9]
- Korsetstiver, der bliver indsyet i korsettet for at give det facon.[25]
- En reklame for korset for børn fra ca. 1898 i en brochure kaldet 20th century Models
- Korset fra England fra perioden 1750-1780.[a]
- Korset af læder og metal fra England, ca. 1900. Snøret i ryggen. [a]
- Korset fra Spanien fra perioden 1883 - 1886, udstillet i Barcelona, Museu del Disseny.
- Fransk korset med navnet "Corset Léoty (1878)".[9]
- Kvinde fra arbejderklassen i korset fra 1700-tallet. [b][20]
- Erotisk billede af dame i korset.[9]